# Adam Osser
Adam Osser (imię w metryce Abe) (ur. 27 września 1863 w Warszawie, zm. 9 września 1932 w Wiedniu) – łódzki przemysłowiec pochodzenia żydowskiego, kupiec, działacz gospodarczy i społeczny, honorowy konsul włoski.

## Życiorys
Był synem Szlamy, zamożnego kupca, i Aidly z domu Hertz. Po skończeniu Wyższej Szkoły Handlowej im. Leopolda Kronenberga w Warszawie (istniała w latach 1875–1900) wyjechał do Niemiec i Anglii, gdzie odbywał praktykę handlową w dużych domach handlu bawełną.
Po powrocie do kraju otworzył w 1886 r. w Łodzi przy ul. Juliusza 15 (obecnie ul. Dowborczyków) własny skład handlu bawełną, po kilku latach zaś oddziały w Środkowej Azji i Persji (obecnie Iran). W 1902 r. przystąpił, m.in. wraz ze szwagrem Albertem Jarocińskim, do budowy przędzalni bawełny w Łodzi przy ulicy Widzewskiej (obecnie ul. J. Kilińskiego) 204 (w 1924 r. posesja ta otrzymała numer 222) i w lipcu 1903 r. ją uruchomił. W 1905 r. miała 2,5 miliona rubli rocznego obrotu. W 1923 r. przedsiębiorstwo zostało przekształcone w spółkę akcyjną pod nazwą „Przemysł Bawełniany Adam Osser Spółka Akcyjna w Łodzi”. Zainstalowanych w niej było ponad 50 000 wrzecion. W 1930 r. kapitał zakładowy firmy wynosił 4,8 miliona zł. Przędzalnia ta należała do zakładów wyposażonych nowocześnie i w zależności od koniunktury zatrudniała od 430 do 830 robotników.
Był akcjonariuszem Spółki Akcyjnej Wyrobów Bawełnianych I. K. Poznański w Łodzi. Działał w zrzeszeniach gospodarczych, początkowo handlowych, potem przemysłowych. Jako właściciel składów bawełny był jednym ze współzałożycieli, a także wieloletnim członkiem, Rady Nadzorczej Składów Towarowych „Warrant”, istniejących w Łodzi od 1899 r. Był członkiem Komitetu Giełdowego Łódzkiego w latach 1900–1930 i członkiem sekcji Związku Przemysłu Włókienniczego przy Towarzystwie Popierania Rosyjskiego Przemysłu i Handlu od jego powstania w 1913 r. przekształconej (1920) w Związek Przemysłu Włókienniczego w Państwie Polskim. Po założeniu spółki akcyjnej wchodził w skład zarządu związku w latach 1923–1930. Był też jednym ze współzałożycieli powstałego w 1929 r. Zrzeszenia Producentów Przędzy Bawełnianej w Polsce i członkiem jego zarządu do 1932 r. W 1924 r. został wybrany do Rady Banku Handlowego w Łodzi, a następnie do Zarządu tego Banku, w latach 1926–1931 był wiceprezesem Rady Banku.
W 1904 r. został radnym honorowym Magistratu m. Łodzi.
Pełnił też od 1925 r. funkcję honorowego konsula Królestwa Włoch w Łodzi (dla woj. łódzkiego, poznańskiego i pomorskiego). Dzięki temu jego rodzinie udało się opuścić Łódź na początku okupacji niemieckiej w 1939 r. Był odznaczony Orderem Komandorskim Korony Włoch.
Ciężka przewlekła choroba uniemożliwiła mu pracę w ostatnich latach życia. Zmarł 9 września 1932 r. w Wiedniu, zwłoki sprowadzono do Łodzi i pochowano na nowym cmentarzu żydowskim przy ul. Brackiej (strona prawa kw. M).
W małżeństwie (od 1888 r.) z Miną z Jarocińskich (1863-1938) miał troje dzieci: córkę Felę (ur. 1889), żonę Karola Hertza, oraz synów: Stefana (ur. 1894) i Janusza (1902–1904).
Kontynuatorem jego działalności był syn Stefan, który w 1931 r. został członkiem Zarządu Związku Przemysłu Włókienniczego w Państwie Polskim, w 1932 r. członkiem Zarządu Zrzeszenia Producentów Przędzy Bawełnianej, a w 1933 r. wszedł w skład Rady Banku Handlowego w Łodzi. Pod koniec 1938 r. wraz z rodziną wyjechał do Brazylii.